# 임지민 (축구 선수)

## 클럽 경력
임지민은 부천FC 유소년 팀을 거쳐 인천대학교에서 활약했으며, 이후 대구 FC B팀에서 활동하며 프로 준비를 마쳤다.  
2025년 안산그리너스 FC에 입단하며 K리그2 무대에 데뷔하였다.

## 프로 데뷔 및 활약
2025시즌 개막 직후 교체로 프로 데뷔전을 치른 뒤, 중원과 측면 수비를 오가며 꾸준히 출전 중이다.  
7월 기준 K리그2에서 12경기에 출전하였으며, 빠른 활동량과 투지 넘치는 플레이로 팀에 에너지를 불어넣고 있다는 평가를 받고 있다.

## 특징
임지민은 왕성한 활동량, 공격적인 커버링 능력, 과감한 전진 움직임이 장점인 선수다.  
포지션 유연성이 높아 수비형 미드필더와 측면 수비를 모두 소화할 수 있으며, 투쟁심 강한 스타일로 평가받는다.

## 통계
- 2025 시즌 (K리그2 기준):

```
 - 12경기 출전  
 - 슈팅 9회  
 - 파울 20회  
 - 경고 2회  
 - 득점 및 도움: 없음 (7월 기준)
```

## 기타
- 5월 13일 생일을 맞아 구단 SNS를 통해 축하 메시지를 받았다.